# Mola tecta
Mola tecta (in het Engels: Hoodwinker sunfish) is een soort maanvis binnen het geslacht Mola die in 2017 werd beschreven door Marianne Nyegaard en haar collega's.
Eerder waren slechts twee maanvissoorten bekend. Eerder gevonden exemplaren van M. tecta werden niet herkend als een nieuwe soort en toegeschreven aan een van de andere twee soorten binnen het geslacht Mola. 
Eén van deze exemplaren werd in 1889 gevonden in Nederland op het strand van Ameland. Een zeldzame verschijning gezien de soort vooral op het zuidelijk halfrond voorkomt. De maanvis van Ameland wordt tentoongesteld in Naturalis.
Een ander exemplaar werd in 2024 ontdekt op een strand in Oregon.